# Pangasius polyuranodon
Pangasius polyuranodon là một loài cá thuộc chi cá tra trong họ Pangasiidae. Loài này xuất hiện trên đảo Sumatra và Borneo. Năm 2002 hai loài Pangasius elongatus và Pangasius mahakamensis đã được tách ra từ loài này.